# Wonokitri
Wonokitri is een bestuurslaag in het regentschap Pasuruan van de provincie Oost-Java, Indonesië. Wonokitri telt 2970 inwoners (volkstelling 2010).